# Новая Пырма
Новая Пырма (эрз. Од Пурня) — село, центр сельской администрации в Кочкуровском районе.

## Географическое положение
Расположено на речке Пырме (Карнай), в 4 км от районного центра и 15 км от железнодорожной станции Воеводское. Название-гидроним. Основана во 2-й половине 19 в. Согласно «Справочной книге по Пензенской губернии на 1894 год», в Новой Пырме было 180 дворов (1 741 чел.); в 1913 г. — 244 двора. В 1930-е гг. был образован колхоз «Якстере теште» («Красная звезда»), с 1996 г. — СХПК «Пырминский». В современном селе — основная школа, филиал центральной районной библиотеки, Дом культуры, магазин, медпункт; памятник воинам, погибшим в годы Великой Отечественной войны. Возле села — могильник мордвы-эрзи 17—18 вв. (исследовала М. С. Акимова в 1951 г.). В Новопырминскую сельскую администрацию входит д. Старая Пырма (69 чел.)

## Население
| 2002 | 2010 |
| ---- | ---- |
| 461  | ↘396 |

Родина полного кавалера ордена славы Петра Антоновича Макарова, педагога И. В. Ревакшина.

## Источник
- Энциклопедия Мордовия, О. В. Дулкин.